# Guerra franco-china
La guerra franco-china, también conocida como el conflicto de Tonkín, fue un enfrentamiento entre Francia y el Imperio chino de la dinastía Qing que duró oficialmente de agosto de 1884 a abril de 1885. Fue consecuencia de la expansión francesa hacia la región de Tonkín, actual Vietnam, que era fronteriza con China. Los franceses se impusieron tanto por tierra en Tonkín como por mar. El conflicto se zanjó finalmente con el Tratado de Tianjin, por el que China cedió la región a Francia, que estableció el Protectorado francés de Tonkín.

## Causas de la guerra
Los primeros contactos de los franceses en la provincia de Annam fueron con la entrada de los jesuitas en 1615. La relación entre ambas comunidades estuvo durante años basada en el intercambio comercial y religioso.
Durante el final del siglo XVIII y principios del XIX, los vietnamitas vieron cómo varias provincias de China se enfrentaban entre ellas, causando una sensación de inseguridad de los vietnamitas hacia sus «protectores». Fue entonces cuando Francia supuso un buen aliado.

### La entrada de Francia en Annam
Durante esa época la relación entre Annam y Francia continuó siendo fructuosa, hasta que el emperador Tu Duc y sus políticas xenófobas y anticatólicas provocaron la intervención de Napoleón en 1858. Aquello dio lugar a una victoria francesa y la firma de un acuerdo de anexión en 1862, en el cual el emperador vietnamita cedía la zona sur de Vietnam. El acuerdo también daría una gran indemnización por los disturbios ocasionados, libertad religiosa a los católicos y privilegios comerciales.
El acuerdo se reafirmó en 1874 haciendo de Annam un protectorado francés para formar parte de la colonia francesa de la Cochinchina. Esta nueva incorporación al territorio colonial francés también permitió a los galos navegar por el Río Rojo hacia la zona norte del país, hasta llegar a Hanói. Fue allí cuando el comandante francés Henri Rivière encendió las alarmas tanto de chinos como de vietnamitas, al hacer un intento de tomar la ciudad.
Las zonas que todavía continuaban bajo el protectorado chino demandaron en 1882 al gobierno el asentamiento de tropas chinas en Annam para defenderse de la amenaza francesa. China envió a la armada de los Bandera Negra, soldados altamente organizados liderados por Liu Yongfu, para evitar el asalto de los franceses a Tonkin.

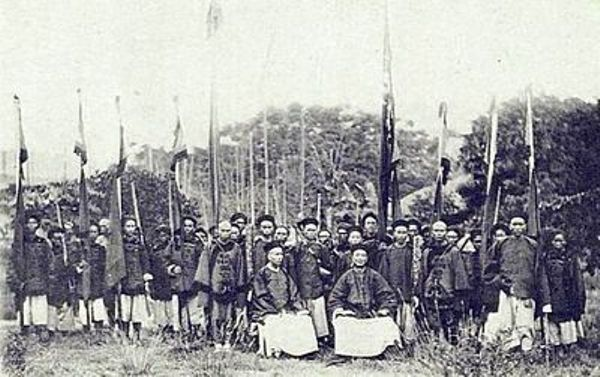
Ejército Qing durante la guerra

### Pugna por Tonkin
Ante la perspectiva de una posible guerra abierta contra China, hubo un acercamiento por parte de los franceses de evitar ese conflicto. Se propuso una división de poderes entre China y Francia de los diferentes pueblos del protectorado. Sin embargo, el comandante Rivière, con el apoyo del nuevo gobierno francés y sus políticas expansionistas, decidió enviar una flota para tomar la ciudad de Nam Dinh en marzo de 1883.
Tras aquello, Francia hizo una declaración de sus intenciones reales de tomar Tonkin, a lo que China respondió con un enfrentamiento armado cerca de la ciudad de Hanói en mayo de 1883. La Batalla del Puente de Papel, como es conocido ese conflicto, terminó con una tremenda derrota para los franceses.
Los Bandera Negra, a pesar de ser menos numerosos que el ejército francés, supieron utilizar tácticas como la guerra de guerrillas, lo que les dio una ventaja en las batallas iniciales. Sin embargo, el entrenamiento militar de los franceses fue clave a la hora de ver las causas de la derrota China en este conflicto.

### Tensiones crecientes
Tras la derrota de la Batalla de Papel, los franceses reforzaron su flota y se aseguraron Tonkin bajo su protección, después de derrotar a los vietnamitas en la Batalla de Thuan An.
Gracias a eso, pudieron hacer frente a los Bandera Negra durante varios enfrentamientos, pero a su vez fueron derrotados en varias ocasiones gracias al conocimiento del terreno y de las tácticas de los Bandera Negra. A pesar de los intentos de los franceses por convencer a China de retirar sus fuerzas de Tonkin, los chinos rehusaron irse.
Ante la perspectiva de una más que probable guerra, las tensiones entre los ciudadanos europeos residentes en China y los habitantes locales crecieron a finales de 1883, provocando varios incidentes de carácter xenófobo en la provincia de Guangzhou.

### El acuerdo de Tientsin

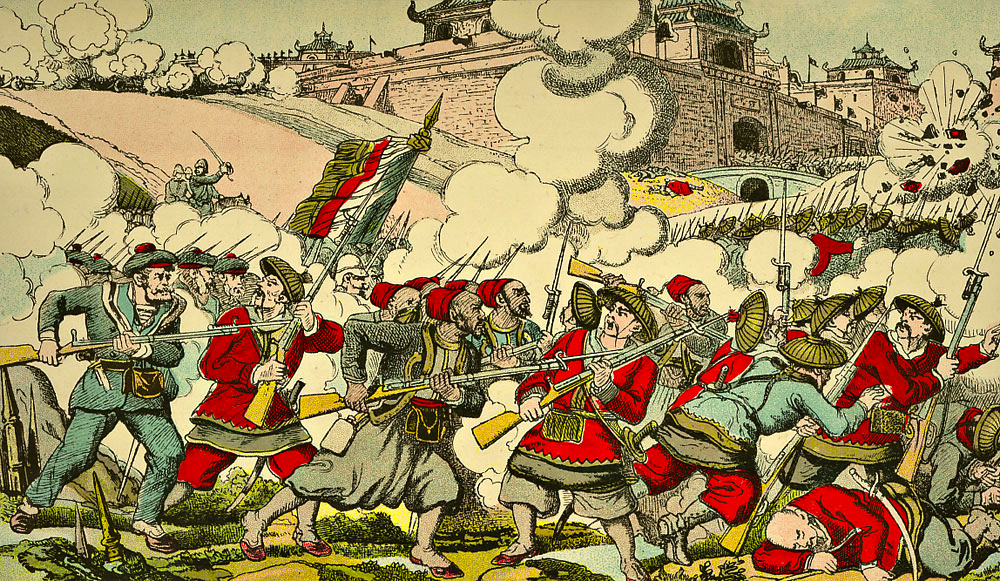
La toma de Bac Ninh por los franceses en 1884.

Francia comenzó a prepararse para el conflicto con la estrategia de una victoria rápida y una igual rendición de los chinos. El elegido para llevar a cabo la campaña de Tonkin fue el almirante Courbet, que no dudó en atacar la ciudad de Son Tay a finales de 1883. Después de una dura batalla gracias al gran aguante por parte de los Bandera Negra, finalmente, y a pesar de las numerosas bajas, Courbet consiguió la victoria.
La derrota en Bac Ninh, poco después de la caída de Son Tay, así como otras victorias en la primavera de 1884 convencieron a la emperatriz Dowager Cixi que China debía atender a razones, y un acuerdo fue alcanzado entre Francia y China en mayo. Las negociaciones se realizaron en Tianjin (Tientsin). Li Hongzhang, representó a China; y el capitán François-Ernest Fournier, representó a Francia. El acuerdo de Tientsin, concluyó el 11 de mayo de 1884.[cita requerida]
Este acuerdo supuso el reconocimiento de Annam y Tonkin como protectorados franceses por parte de China, además de la retirada de sus tropas a cambio de unos acuerdos comerciales entre ambos países. Este tratado tenía varios puntos bastante ambiguos, por lo que los franceses lo aprovecharon para firmar el Tratado de Hue con Vietnam, en el cual el país asiático rompía vínculos con sus antaño aliados chinos, así como permitía el asentamiento de tropas francesas en diferentes puntos del mapa vietnamita.

## La guerra franco-china (1884-85)

### La emboscada de Bac Le
El hecho de que el acuerdo de Tientsin no concretara el tiempo en el que China debía retirar sus tropas de Tonkin fue un desencadenante de la guerra que tendría lugar dos meses después. Los franceses asumieron que los chinos abandonarían Tonkin como acordado, y se prepararon para ocupar las ciudades fronterizas de Lang Son, Cao Bang y That Ke. A principios de junio de 1884, una columna francesa al mando del comandante Dugenne avanzó para ocupar Lang Son, pero cerca del pequeño pueblo de Bac Le encontró un destacamento del ejército chino. En el lado chino, reconocieron el acuerdo de Tientsin, pero afirmaron que no habían recibido aún órdenes específicas de marcharse. Por ello pidieron a los oficiales franceses que fueran pacientes hasta que pudieran recibir nuevas órdenes de sus superiores. Por su parte, los franceses, exigieron la retirada inmediata de acuerdo a los términos del acuerdo y, cuando esto no fue acatado, ordenaron el asalto en el 23 de junio de 1884.
Una vez la lucha comenzó, Wang Debang, un oficial chino que había recibido su entrenamiento bajo Zuo Zongtant, dirigió las tropas chinas en una batalla de tres días contra las fuerzas francesas. Aunque las bajas chinas fueron elevadas (unos 300 chinos por unos 22 muertos y 6 heridos franceses) los chinos hicieron retroceder a las fuerzas francesas. Los chinos proclamaron el incidente en Bac Le como una derrota francesa. Dada la ambigüedad detrás del origen del conflicto, los registros franceses se refieren a ello como una emboscada china.

### El ataque a Keelung (Taiwán)
Incitados por su derrota en Bac Le, los franceses decidieron bloquear la isla china de Taiwán (Formosa). Empezando el 5 de agosto de 1884, el almirante Lespes bombardeó los fuertes taiwaneses en el puerto de Keelung en la costa noreste y destruyó emplazamientos de armas. Aun así, Liu Mingchuan, un antiguo comandante de la armada Huai, consiguió defender con éxito Keelung contra un asalto de las tropas de Lespes el día siguiente y los franceses abandonaron este ataque a la vista de la llegada de refuerzos de tropas chinas.

### La batalla de Fuzhou

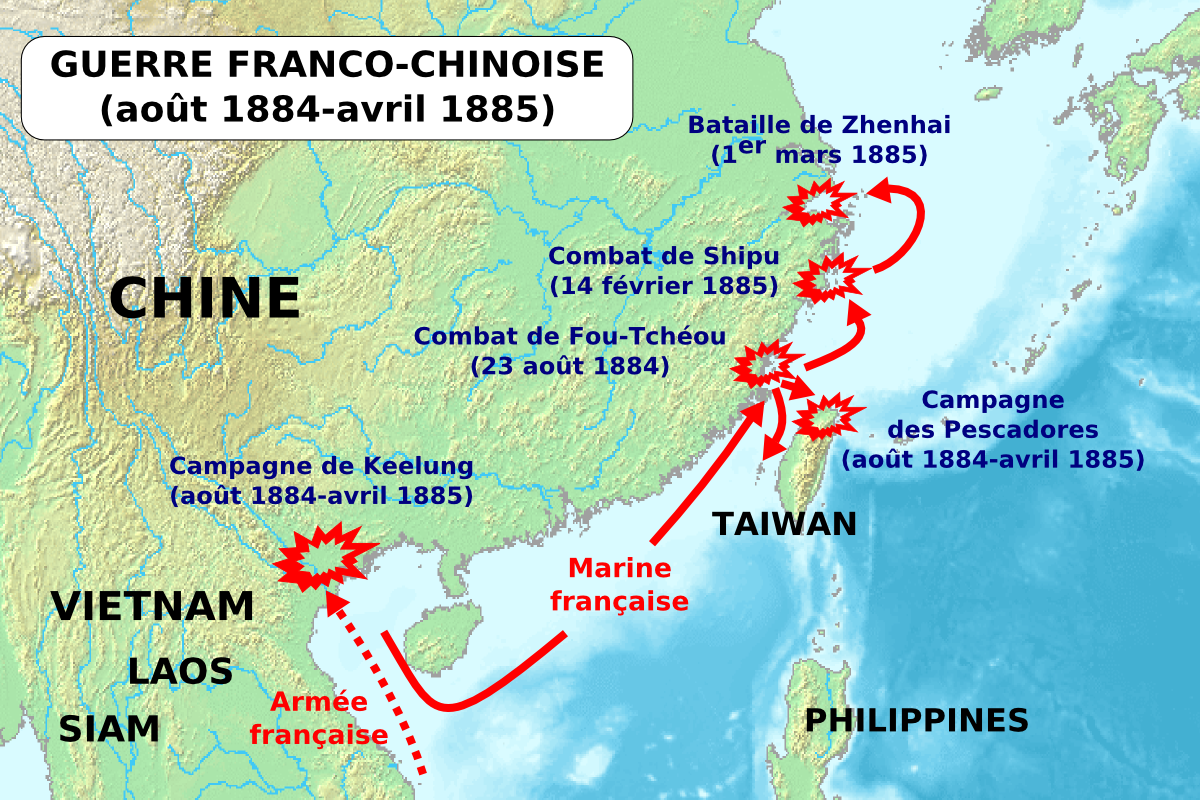
Evolución de la guerra

Mientras el ejército chino disfrutaba de victorias limitadas en Annam y en Taiwán, a la armada china no le iba tan bien. El 23 de agosto de 1884, una flota de 8 barcos bajo el mando del almirante Courbet desafió y destruyó nueve de los once recién construidos barcos de guerra chinos en el puerto de Fuzhou. En el espacio de una hora, bombardeos navales destruyeron, no solo lo mejor de la flota del sur de China, sino también los astilleros de Fuzhou, que habían sido construidos con ayuda francesa a principios de 1866. Este ataque dejó aproximadamente, unos 3000 chinos muertos y daños estimados en 15 millones de dólares.

### Ocupación de Keelung (Taiwán)
Inmediatamente después de este incidente, la corte Qing declaró oficialmente la guerra a Francia el 26 de agosto de 1884. El 1 de octubre el almirante Courbet desembarcó en Keelung con 2250 hombres y tomaron la ciudad. Las tropas chinas continuaron rodeando la ciudad durante el resto de la guerra. Aunque un bloqueo francés frustró todos los esfuerzos chinos de enviar una flota a liberar Taiwán, los franceses nunca pudieron tomar la ciudad de Tamsui en la planicie costera del noroeste de Taiwán, inmediatamente al norte de la moderna Taipéi. Como resultado, el control francés sobre Taiwán se limitó meramente a la costa norte.
La flota central de China fue incapaz de romper el bloqueo de Courbet en Taiwán. Aunque el sur rápidamente pidió ayuda de la flota del norte, Li Hongzhang rechazó poner sus barcos en peligro. Esta decisión casi garantizaba que las aguas costeras chinas iban a ser dominadas por los franceses. Seguidamente de la interrupción de una misión de liberación de Taiwán durante febrero de 1885, los franceses consiguieron desembarcar tropas y tomar el control de las Islas Pescadores durante marzo de 1885, una victoria que reforzó su bloqueo.

### La batalla de Zhenhai
A comienzos de marzo de 1885, las naves de guerra francesas fueron rechazadas por las baterías costeras chinas ubicadas en Zhenhai, frenando el avance francés hacia el norte. Las fuerzas chinas estuvieron al mando del general Ouyang Lijian (歐陽利見), encargado de la defensa de Ningbo y Zhenhai. Según el relato de Ouyang, la defensa del pueblo estaba en manos de los mandarines militares chinos Xue Fucheng (薛福成), Liu Bingzhang y él mismo. El oficial de artillería Wu Jie (吳杰) se convirtió en el héroe de la batalla por dirigir el fuego de una batería de cañones. Wu Jie desafió las órdenes directas de no disparar contra los franceses y precipitó la batalla al ordenar a sus hombres que abrieran fuego. Los cañones chinos dañaron a los barcos franceses, alcanzando tanto a Bayard como a Nielly, y un disparo dirigido en persona por Wu Jie hirió gravemente a Courbet. Pese a la victoria, Wu Jie fue castigado por desobedecer.

### La batalla de Lang Són
La corte Qing apoyó totalmente la guerra, y desde agosto a noviembre de 1884 los militares chinos se prepararon para entrar en el conflicto. Durante los primeros meses de 1885, la armada china de nuevo tomó la ofensiva y marchó hacia Tonkin. Sin embargo, la falta de suministros el mal tiempo y la enfermedad devastaron las tropas chinas. Una unidad de 2000 hombres perdió unos 1500 hombres por enfermedad. Esta situación llevó a un oficial Qing a advertir que la mitad de los refuerzos para Annam podrían sucumbir a los elementos.
El foco de la lucha pronto se centró alrededor de Lang Son. Pan Dingxin, el gobernador de Guangxi, consiguió establecer su centro de mando allí hacia principios de 1885. En febrero de 1885 una ofensiva francesa forzó a Pan a retirarse, y las tropas francesas reocuparon la ciudad. Las fuerzas francesas continuaron el ataque y el 23 de marzo temporalmente ocuparon e incendiaron rápidamente Zhennanguan, un pueblo en la frontera de China y Annam, antes de retirarse de nuevo a Lang Son.
Espoleado por este ataque, el general Feng Zicai lideró sus tropas hacia el sur contra las fuerzas del general François de Negrier. La situación se volvió seria para los franceses, cuando sus culís (porteadores, sirvientes) desertaron, interrumpiendo la línea de suministros francesa, y la munición empezó a escasear. Aunque el entrenamiento de las tropas Qing era inferior y su cuerpo de oficiales pobre, eran más numerosos.
Esta precaria situación empeoró para los franceses cuando el general Negrier fue herido el 28 de marzo. El teniente coronel Paul Gustave Herbinger, que había estado en Tonkin solo tres meses, tomó el mando. Inmediatamente ordenó la evacuación de Long Son. Aunque Herbinger se podía estar retirando a unas mejor fortificadas posiciones al sur, la retirada a muchos les pareció resultado del pánico. Ampliamente interpretado como una victoria de China, las fuerzas Qing pudieron capturar la estratégica ciudad norteña de Lang Son y sus territorios cercanos para abril de 1885.
Las fuerzas chinas dominaban ahora el campo de batalla, pero la lucha terminó el 4 de abril de 1885 como resultado de las negociaciones de paz. China abogó por la paz ya que Gran Bretaña y Alemania no ofrecieron la ayuda que Pekín había esperado, y Rusia y Japón amenazaban la frontera norte de China. Además, la economía china seguía herida por la injerencia francesa en el comercio marítimo. Las negociaciones entre Li Hongzhang y el ministro francés en China terminaron en junio de 1885. Pekín finalmente reconoció todos los tratados de Francia con Annam que los convertían en protectorados franceses. Este reconocimiento debilitó gravemente el sistema tributario de China.

### El tratado de Tiansin
Después de la incorporación de Tonkin al final de la guerra, el gobierno francés negoció un acuerdo ventajoso en el Tratado de Tiansin. De este acuerdo no solamente Francia salió beneficiada, sino que también lo hicieron varias potencias occidentales: y es que el Reino Unido de Gran Bretaña e Irlanda, el imperio ruso, el imperio francés y los Estados Unidos obtuvieron el derecho de establecer delegaciones en Beijing, hasta entonces una ciudad cerrada.
También supuso un cambio en el trato a los extranjeros por parte de los chinos, tanto cultural como comercialmente: once puertos chinos, que incluían Newchwang, Tamsui, Hankou y Nankín, debían ser abiertos al comercio; también se garantizó el derecho a navegar libremente el río Yangtzé por parte de barcos extranjeros. Fue a partir de entonces que los extranjeros tuvieron libertad para viajar por el interior de China por motivos de turismo, comercio o actividades misioneras. Además, el tratado estableció la libertad de religión en China, lo que benefició a los cristianos.
El tratado de Tiansin también impuso a China indemnizaciones al Reino Unido y Francia por valor de dos millones de taeles de plata. Se añadía otro pago de tres millones para buques mercantes británicos.
Dada la nueva relación no-discriminatoria establecida entre China y el resto de potencias occidentales, también se vetó el uso del carácter «夷» (yí, o «bárbaro» en chino) en correos y documentos oficiales entre China y el Reino Unido. Este carácter había sido muy utilizado por los chinos para referirse de forma despectiva a los extranjeros que no formaban parte del imperio o de su sistema tributario.
Gracias al tratado, Francia adquirió el derecho de extraterritorialidad, situando concesiones francesas bajo su soberanía (los edificios de ciudadanos franceses se consideraban territorio francés) en Shanghái y otras ciudades portuarias chinas, y a su vez, extendiendo su red de escuelas francesas.
En la zona fronteriza con Indochina, los franceses obligaron a la apertura comercial de ciudades en la frontera entre Tonkin y China (las ciudades de Mengzi, Manhao y Longzhou), en las provincias de Yunnan y Guangxi, donde los ciudadanos franceses podían obtener la residencia de pleno derecho y una tributación reducida sobre sus actividades comerciales.
Para asegurar estos beneficios, el gobierno francés estableció consulados en las ciudades de Mengzi y Longzhou en 1889, que empezaron a enviar informes sobre Yunnan a las autoridades francesas de Indochina. Desde estas ciudades, distintos equipos de ingenieros franceses realizaron exploraciones en Yunnan, Guangxi y Guangdong para las autoridades locales y las reservas mineras de la zona se revelaron importantes y con un alto margen de beneficio en la explotación.

## Consecuencias
La derrota china en la guerra sino-japonesa (1894-95) mostró la debilidad del gobierno de Beijing, evidenciando el distanciamiento con las provincias periféricas, aprovechado por los franceses para reforzar su influencia en la región. El nombramiento de Paul Doumer como Gobernador General de Indochina (1897-1902), férreo defensor del imperialismo francés, inició una política decidida a extender los intereses franceses de Indochina al sur de China (Goodman, 2012, 135). Gracias a una serie de tratados y convenciones, el Gobierno francés consiguió ampliar sus derechos en ciudades fronterizas de las provincias chinas de Yunnan, Guangxi y Guangdong, obteniendo concesiones sobre el ferrocarril y derechos de explotación minera, así como un alquiler por 99 años sobre una pequeña porción de la provincia de Guangdong, la bahía de Guangzhouwan (en francés conocida como el Territoire de Kouang-Tchéou-Wan). Este territorio estaba formado por una salida al mar, situado en la península de Leizhou y dos pequeñas islas, Donghai y Naozhou. A finales del siglo XIX, Francia había conseguido establecer una esfera de influencia al norte de Indochina que podía ser una posible expansión de la colonia de Indochina en el caso de que China fuera dividida por las potencias occidentales e incorporada a sus respectivos territorios coloniales. Para vertebrarla, la administración francesa vio en el ferrocarril el vínculo de su colonia con el sur de China, favoreciendo la penetración económica y la dominación política de la provincia de Yunnan.